# Königssittich

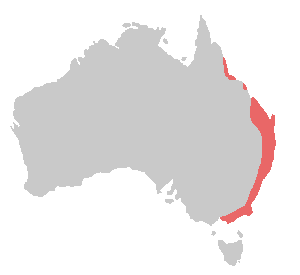
Verbreitungskarte des Königssittichs

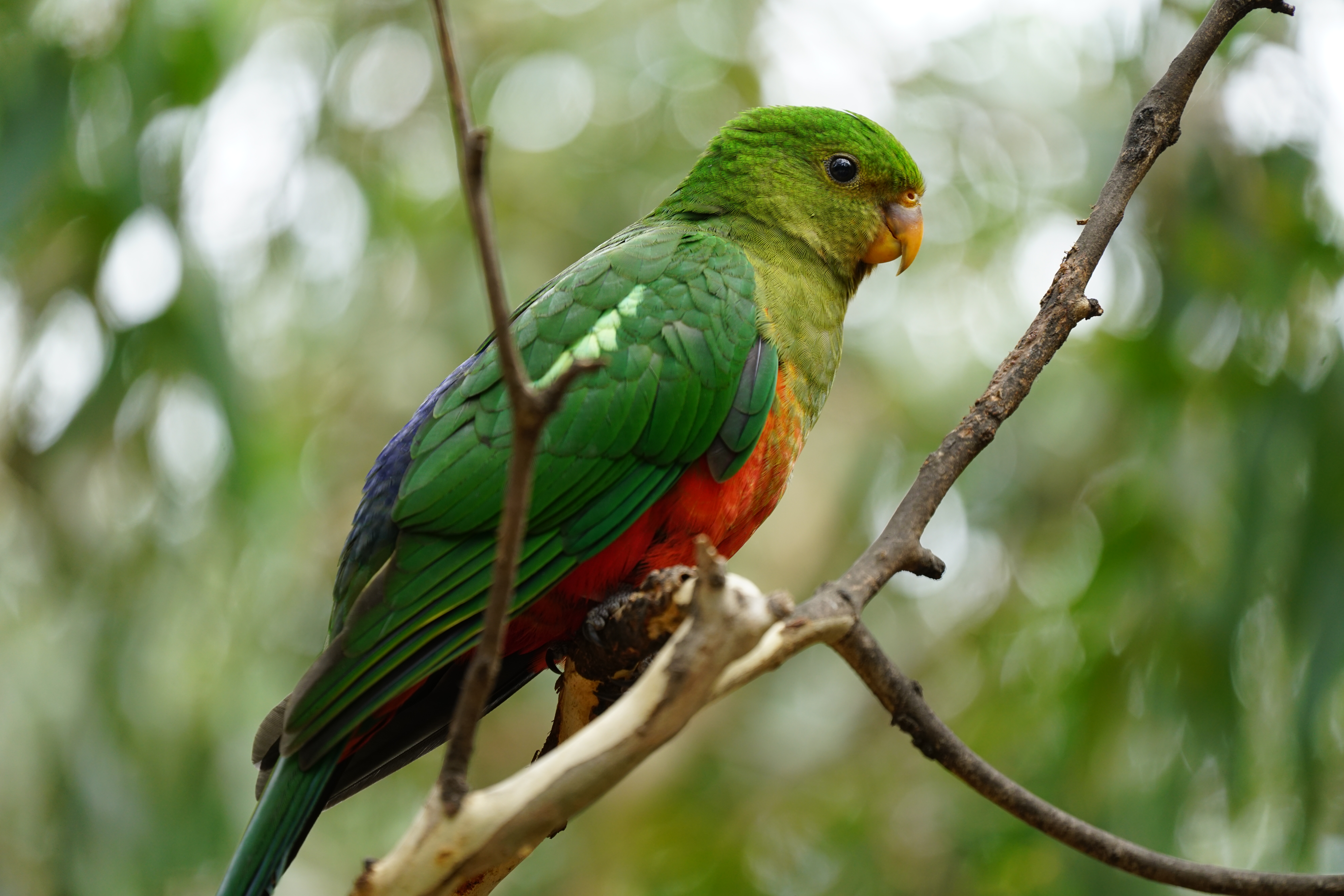
Königssittich, Weibchen

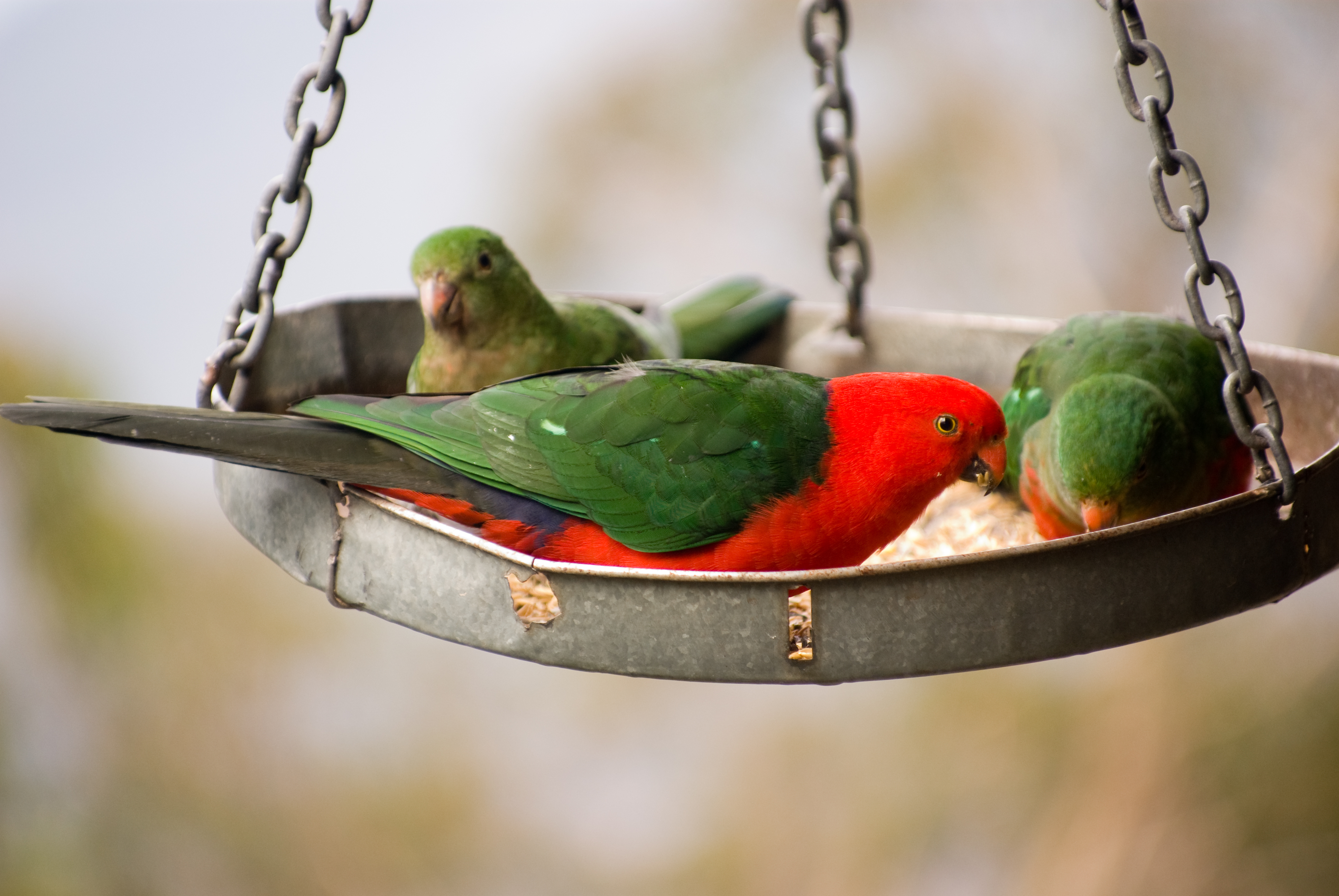
Königssittiche an einem Fütterplatz

Der Königssittich (Alisterus scapularis), auch Australischer Königssittich genannt, ist eine ausschließlich in Australien verbreitete Papageienart. Es werden zwei Unterarten unterschieden. Das Verbreitungsgebiet beschränkt sich auf die Küstengebiete und das daran angrenzende Bergland im Osten Australiens. Auf Tasmanien kommt diese Art nicht vor. Königssittiche sind lokal häufige Vögel. Die Art ist in Australien gesetzlich geschützt, jedoch werden gelegentlich Abschussgenehmigungen erteilt, um Ernteschäden vorzubeugen. Sie wird gleichzeitig sehr zutraulich und findet sich beispielsweise an Picknickplätzen ein, um sich von Besuchern füttern zu lassen.
Königssittiche sind recht große und kräftige Papageien mit einem proportional zur Körpergröße langen Schwanz. Dieser ist breit und stark stufig. Der Geschlechtsdimorphismus ist sehr auffällig. Während sie in Australien nur selten gehalten werden, sind sie außerhalb ihres natürlichen Verbreitungsgebiets verhältnismäßig häufig gepflegte Volierenvögel. Sie gelten als langlebig und robust. Ihre Zucht gilt dagegen als verhältnismäßig anspruchsvoll. Nach Ansicht des auf australische Papageien spezialisierten Joseph M. Forshaw ist dies auf ungünstige klimatische Bedingungen, nicht harmonisierende Brutpaare sowie ungeeignete Nisthöhlen zurückzuführen.

## Erscheinungsbild
Königssittiche erreichen eine Größe von 42 Zentimetern und wiegen zwischen 195 und 285 Gramm.
Charakteristisch für das Erscheinungsbild des Königssittichs ist der lange, breite und keilförmig stufige Schwanz, der fast so lang wie die Flügel ist. Die Männchen der Nominatform sind an Kopf, Hals und Körperunterseite scharlachrot befiedert. Die Unterschwanzdecke ist grünlich schwarz und weist – wie für diese Gattung charakteristisch – breite  scharlachrote Federsäume auf. Im Nacken verläuft ein schmales blaues Band. Der sich daran anschließende Vorderrücken ist dunkelgrün. Die inneren Flügeldecken sind leuchtend hellgrün. Der Hinterrücken sowie der Bürzel sind ultramarinblau. Die äußeren Handschwingen sind grauschwarz, die übrigen Schwungfedern sind dunkelgrün. Die inneren Steuerfedern sind schwarz und spielen leicht ins Grünliche. Der Oberschnabel ist orangerot und wird zur Schnabelspitze hin schwarz. Der Unterschnabel ist schwarz und nur an der Schnabelbasis orange. Die Iris ist gelb. Die Beine sind grau. 
Die Weibchen der Nominatform sind an Kopf, Hals und Körperoberseite grün. Bei einigen wenigen Individuen findet sich ein leichter rötlicher Anflug auf der Kehle. Die untere Brust ist scharlachrot. Die Federbasen sind dagegen gräulich grün, so dass das untere Brustgefieder fleckig wirkt. Der Bauch ist scharlachrot. Die dunkelgrüne Unterschwanzdecke weist ebenso wie beim Männchen einen breiten scharlachroten Federsaum auf. Der Bürzel sowie der Hinterrücken sind blau und spielen leicht ins Grünliche. Der Schnabel ist überwiegend dunkelgrau. Bei einigen Weibchen sind die Seiten des Oberschnabels rötlich braun gefärbt. Jungvögel gleichen den Weibchen.
Die Unterart Alisterus scapularis minor gleicht im Federkleid der Nominatform, ist insgesamt jedoch etwas kleiner. Sie kommt ausschließlich im Nordosten von Queensland vor.
Am Boden bewegt sich der Königssittich unbeholfen und watschelnd fort. Der Flug des Königssittichs ist kraftvoll mit weit ausholenden und rhythmischen Flügelschlägen. Auf Grund der spitz zulaufenden Schwingen und des langen Schwanzes ist die Flugsilhouette des Königssittichs unverwechselbar. Sie sind sehr wendige Flieger, die trotz ihrer Körpergröße auch durch dichten Wald oder Buschland geschickt fliegen. Während des Fluges geben sie als Kontaktlaut ein schrilles zweisilbiges krassak-krassak...krassak-krassak von sich. Erregte Vögel schreien metallisch rau.

## Lebensraum
Königssittiche bewohnen ausschließlich dichte Waldgebiete mit hohen Niederschlagsmengen. Zu den Waldtypen, in denen man Königssittiche findet, zählen der Regenwald, geschlossene Galeriewälder entlang von Wasserläufen, feuchte Hartlaubwälder, hochwüchsiger Eukalyptuswald sowie Pflanzengemeinschaften, die von Akazien dominiert werden. Baumsavannen werden vor allem im Osten des australischen Bundesstaates New South Wales besiedelt. Sie nutzen auch Agrarflächen, und zwar insbesondere Obstplantagen sowie Mais- und Sorghumfelder.  Sie haben sich außerdem urbane Lebensräume erschlossen und kommen in städtischen Gärten und Parks vor.
Königssittiche sind nach jetzigen Erkenntnissen überwiegend Standvögel. Ihr Lebensraum bietet ihnen ausreichend Nahrungsreserven, so dass die nomadisch umherziehende Lebensweise, die für viele australische Papageien und Kakadus charakteristisch ist, bei ihnen entfällt. Eine Wanderbewegung scheint es lediglich zwischen dem Hochland und dem Tiefland ihres jeweiligen Verbreitungsgebietes zu geben.

## Verhalten
Königssittiche leben paarweise oder schließen sich zu kleinen Trupps zusammen. Lediglich noch nicht geschlechtsreife Jungvögel bilden gelegentlich Schwärme, die 30 bis 40 Individuen umfassen. Zu losen Ansammlungen von Brutpaaren kommt es lediglich, wenn es lokal ein besonders reichhaltiges Nahrungsangebot gibt. Zu solch intensiv genutzten Nahrungsplätzen zählen auch Obstplantagen oder Felder mit reifendem Mais. Ihr Nahrungsspektrum umfasst Samen, Früchte, Beeren, Nüsse, Nektar, Blüten und Blütenknospen. Neben halbreifem Mais gehören Äpfel, Birnen und Pfirsiche sowie Kartoffeln zu ihren präferierten Kulturpflanzen. In Gärten können sie zur Plage werden und fressen dort unter anderem Tomaten, Erbsen und Bohnen. Um Ernteschäden vorzubeugen, werden gelegentlich Abschussgenehmigungen erteilt, obwohl der Königssittich in Australien eine geschützte Art ist.
Die Fortpflanzungszeit der Königssittiche reicht von September bis Januar. Es sind Höhlenbrüter, die meist im Stamm eines hohen Baumes inmitten des Waldes oder am Waldrand brüten. Sie bevorzugen sehr tiefe Stammhöhlen, die sich in großen Eukalyptusbäumen befinden. Die Gelege bestehen aus drei bis sechs Eiern, meist sind es vier Eier. Über das Nistverhalten in freier Wildbahn ist bislang wenig bekannt. Bei in menschlicher Obhut gepflegten Königssittichen betrug die Brutdauer 30 Tage. Es brütete allein das Weibchen. Die Jungvögel verlassen in der sechsten bis siebten Woche die Nisthöhle. Sie werden dann für weitere zwei Wochen von beiden Elternvögeln versorgt.

## Belege